# S.T.A.L.K.E.R.: Shadow of Chernobyl
S.T.A.L.K.E.R.: Shadow of Chernobyl är ett datorspel skapat av det ukrainska datorspelsföretaget GSC Game World och gavs ut av THQ under mars 2007 för Microsoft Windows. Spelet utspelar sig i en alternativ tidslinje där en andra olycka inträffar vid Tjernobyls kärnkraftverk. Spelet är icke-linjärt och man kan utöva saker såsom handel.
Vissa av spelets idéer är baserade på science fiction-boken Picknick vid vägkanten (Пикник на обочине) av Arkadij och Boris Strugatskij, samt filmen Stalker, som tar inspiration från boken. 
En expansion planerades att släppas första kvartalet 2008 men release-datumet blev framflyttat till den 12 september 2008, vilken heter S.T.A.L.K.E.R.: Clear Sky.
Namnet S.T.A.L.K.E.R. står för "Scavenger, Trespasser, Adventurer, Loner, Killer, Explorer, Robber".

## Spelet

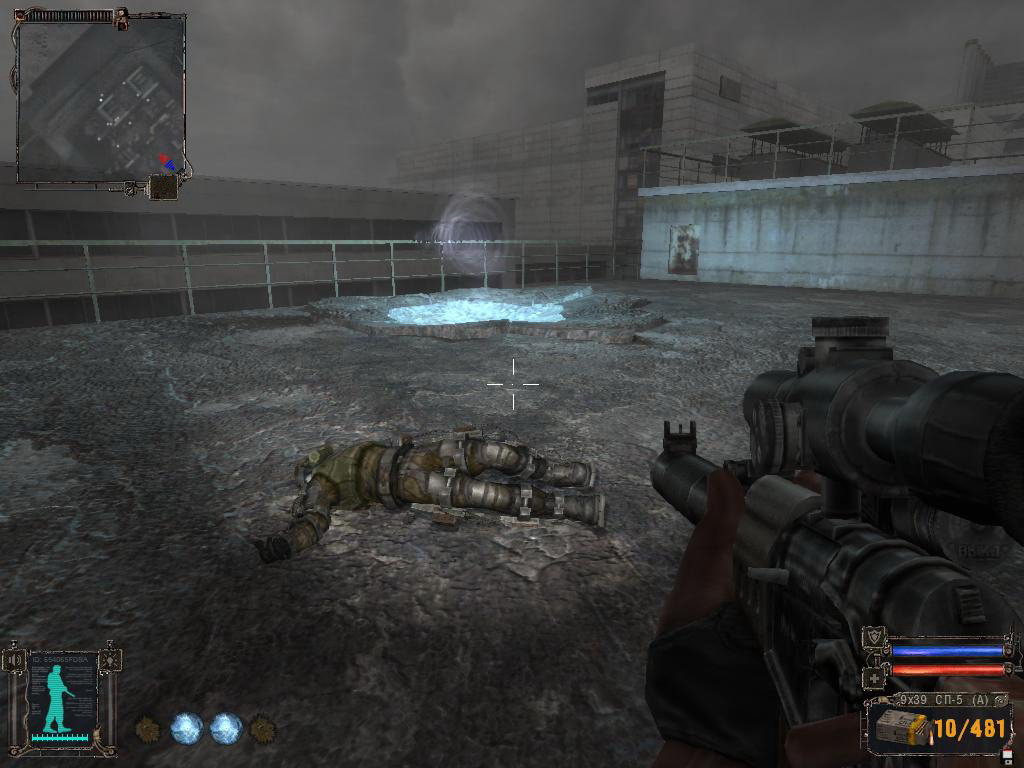
En bild från spelet.

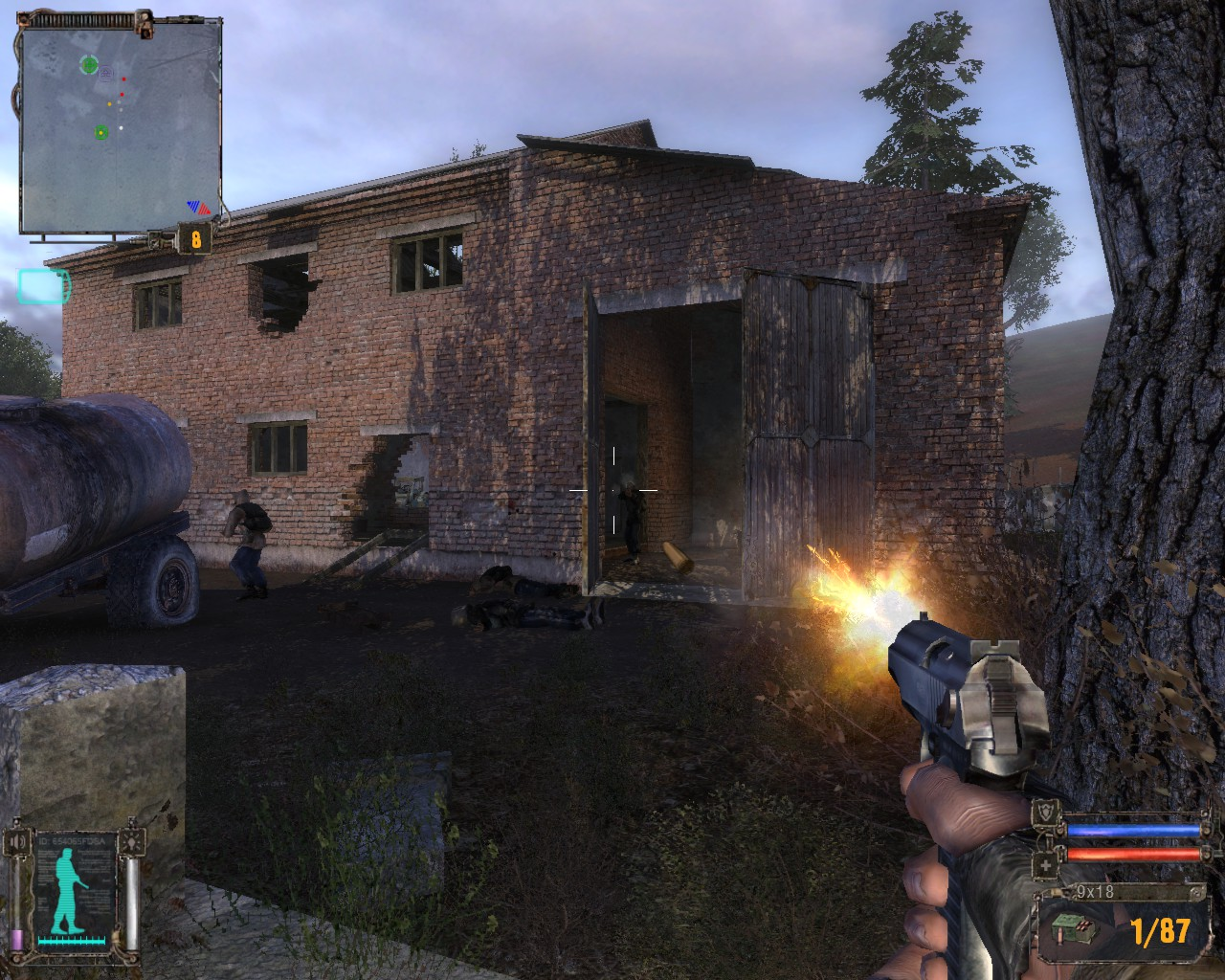
En bild från spelet.

Spelet utspelar sig runt Tjernobyl under år 2012. En andra olycka har inträffat och konsekvenserna är nu mycket mer synliga. Omvärlden döper platsen till "The Zone", eller Zonen, vars mitt är Tjernobyls kärnkraftverk. Alla personer som försöker ta sig till mitten omvandlas till hjärndöda zombier eller möter en hemsk död - orsaken till detta är ett mysterium vid spelets början. Zonen innehåller även olika "störningar" i den fysiska verkligheten. Runt om i Zonen hittas många olika "artefakter" - små objekt som har besynnerliga egenskaper så som att avvärja kulor, skydda mot radioaktivitet och öka hälsan drastiskt. Det är dessa artefakter som har lockat människor in till Zonen.. I spelet kallas dessa människor för "stalkers".
Men Zonen innehåller även farligheter. Mutanter med otroliga egenskaper, så som osynlighet, finns överallt i Zonen. Det finns även olika fraktioner vilkas intressen ligger i konflikt med varandra. Den ukrainska militären har också lagt sitt öga på Zonen i hopp om att stänga av området och lösa problemet. 
Spelaren tar på sig en karaktär kallad "The Marked One", en stalker. Han vaknar upp på en okänd plats och helt utan minne om vad som hänt honom tidigare. Det enda spelaren vet är att han ska döda en annan person vid namn "Strelok". Spelets mål är att ta sig till mitten av Zonen och ta reda på vem man är.

## Handling

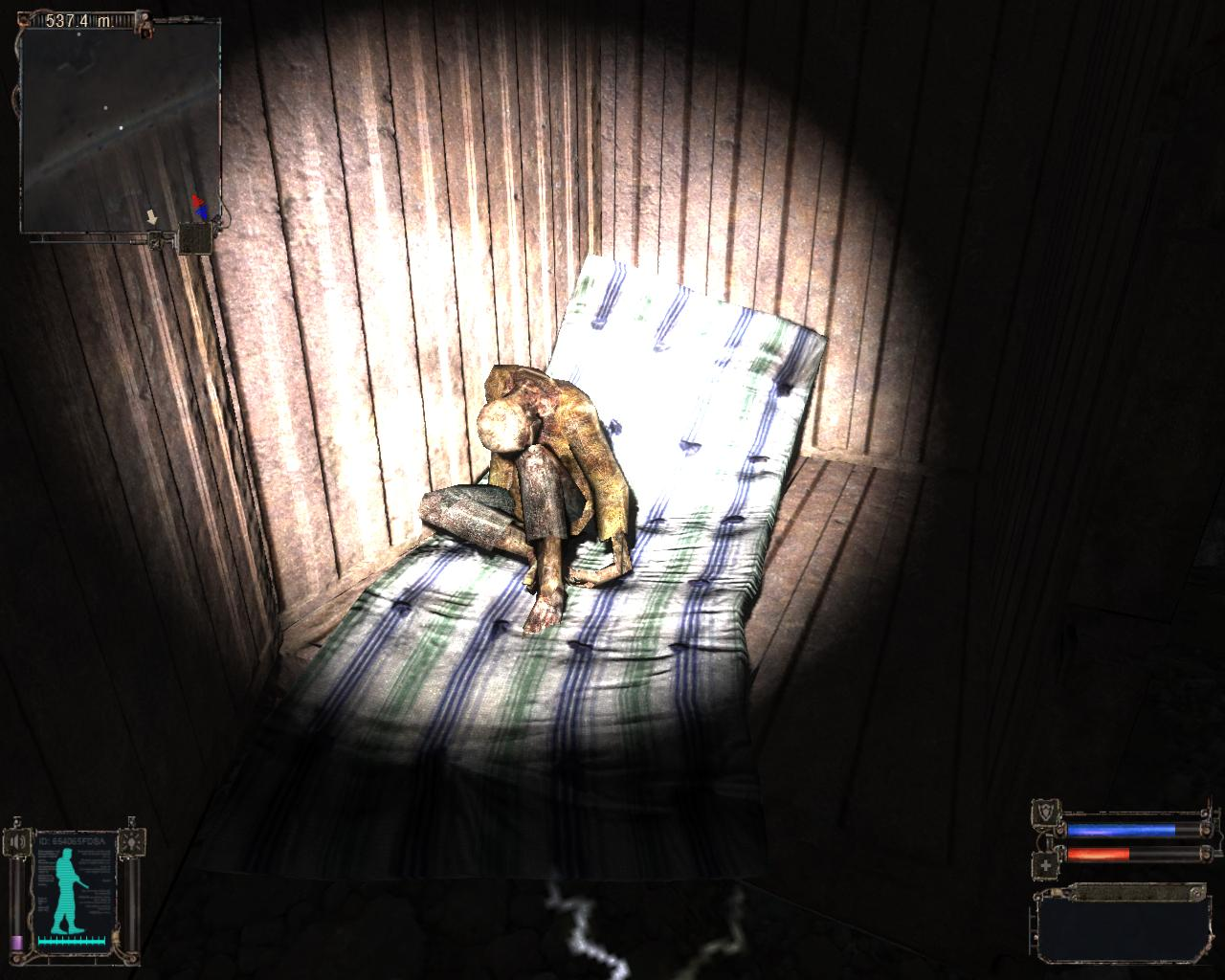
En civil zombie

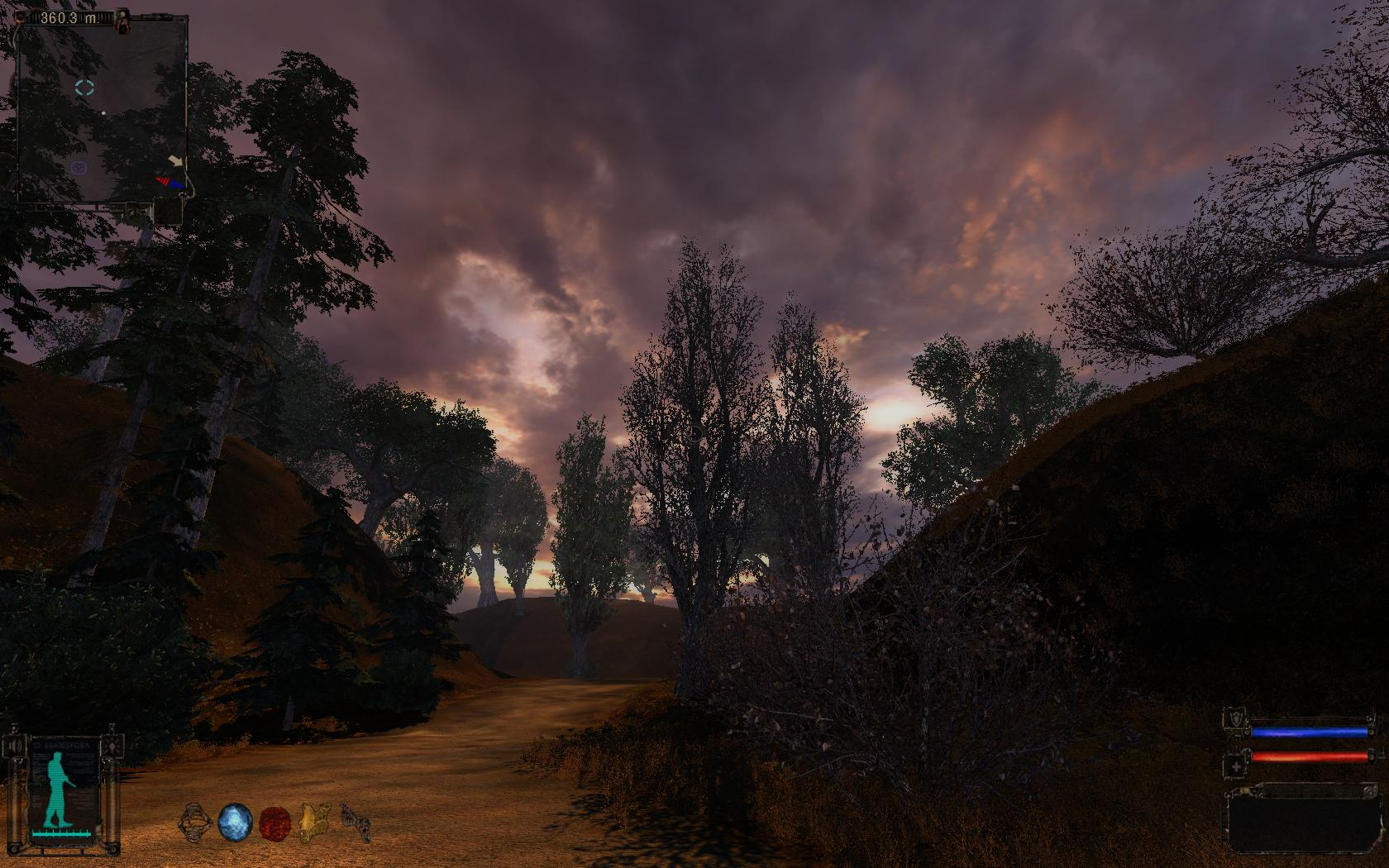
En bild som visar förmågorna hos spelets renderingsmotor när man aktiverar dess kantutjämning och tone mapping.

Några år efter Tjernobylolyckan togs Zonen återigen i bruk. Den sovjetiska regimen startade en rad ljusskygga forskningsprogram i området, som var gynnsamt, då det nu var övergivet. Man byggde flera olika komplex, främst ett huvudlaboratorium under kärnkraftverket. Projektet gick ut på att studera människans hjärna och psyke i mål om att skapa ett kollektivt medvetande. 
Projektet lyckades, sju personer sammanfogades till ett gruppmedvetande som fick enorma psykiska krafter. Kort därefter gick dock Sovjetunionen under, varpå gruppmedvetandet började ta kontroll över de resterande människorna i Tjernobyl. År 2006 hände någonting, gruppmedvetandet hade misslyckats med ett projekt, vilket resulterade i en explosiv reaktion av ofattbar magnitud. Området runt Tjernobyl, som allmänt kallades "Zonen" efter kärnkraftsolyckan, hade tagit stor fysisk och psykisk skada, paranormala händelser började titt som tätt äga rum, främst i området där gruppmedvetandet hade sin kärna.
De olika störningar som uppstått i området, hade även skapat en rad olika artefakter, vilka drog till sig många nyfikna och äventyrslystna människor, även militären. Medvetandet förstod att det måste gömma sig och skapade därför en monolit i mitten av Zonen. Monoliten sades uppfylla en persons innersta önskan, ifall han eller hon vidrörde den, varför många människor tog sig dit. Dock hade gruppmedvetandet avsiktligt spridit detta rykte, då monoliten dödade människor som vidrörde den och på så sätt höll rent i Zonen åt gruppmedvetandet. Senare upptäckte gruppmedvetandet att monoliten kunde användas till att hjärntvätta människor, varför gruppmedvetandet skapade sin egen privata styrka. Denna samling människor såg monoliten som sin gud och förde sitt budskap vidare genom att döda de som inte tog till sig deras tro.
Medvetandet skapade även en "hjärn-brännare", som förvandlar vanliga människor till zombier eller hjärntvättade soldater.
Det hela pågick i flera år, men gruppmedvetandet lyckades aldrig reparera de skador som åstadkommits. Tvärtom visade sig skadorna öka i omfång och allvarlighetsgrad. Medvetandet började därför använda sig av vanliga människor för att utföra de olika arbeten som krävdes för att skydda gruppmedvetandet. De personer som lyckades ta sig till mitten blev nämligen hjärntvättade och skickade tillbaka till utkanten för att utföra olika uppdrag åt gruppmedvetandet. Det är här spelet börjar.
Strelok och hans kamrater Ghost, Fang, Guide och Doc, var ett sällskap som hade mycket stort intresse av att utforska Zonens centrum. De lyckades några veckor innan spelets början, att ta sig igenom den "hjärn-brännare" som gruppmedvetandet använde sig av för att omprogrammera människor och ta sig hela vägen till kärnkraftverket. Anledningen till expeditionen var att de hade hittat dokument som bevisade att monoliten bara var en myt och att den sanna kraften fanns i gruppmedvetandet. Planen att tillgodogöra sig gruppmedvetandets kraft misslyckades dock, varpå Strelok blev medvetslös. gruppmedvetandet använde nu Strelok för sina egna syften, vilket fick följden att han programmerades till att döda sig själv, då de inte visste vem han egentligen var.
När Strelok medvetslös transporteras ut i Zonen sprängs bilen efter att ha kört på en "anomali" (avvikelse i naturen, orsakad av zonen). Han hittas senare levande, men med minnesförlust av en annan stalker. Allt Strelok, eller "Den märkte", som han nu kallas på grund av ett märke han har på ena armen, har på sig är en fickdator med budskapet "Döda Strelok". Spelet går sedan ut på att återigen gå samma väg som Strelok tidigare gått, hela vägen till Tjernobyl. 
När Den märkte (spelaren) till slut når kärnkraftverket och gruppmedvetandets laboratorium, ser gruppmedvetandet sig tvunget att förklara för honom vem han är och vad som pågår.
Det visar sig att gruppmedvetandet, kort efter att det skapades, upptäckte en noosfär, likt en biosfär, runt hela planeten där det mänskliga medvetandet av någon anledning alstras. Gruppmedvetandets mål var att förena sig själv med denna sfär och förändra den till en utopi där alla negativa tankar och känslor raderats. Planen har dock inte lyckats ännu och förra försöket som gruppmedvetandet gjorde resulterade i den andra olyckan vid Tjernobyl, där den mentala kraften som frigjordes när noosfären slog tillbaka mot gruppmedvetandet skapade massiva störningar i Zonen, men även en rad artefakter. Gruppmedvetandet skapade monoliten som ett skydd mot störningarna, men insåg snart att den kunde användas på många sätt. Monolitens förmåga att omprogrammera människor gjorde den till essentiellt verktyg för gruppmedvetandet i sin plan att ännu en gång försöka förändra noosfären och skapa stabilitet i Zonen.
Den märkte, nu återigen Strelok, har nu två val: antingen blir han ett med gruppmedvetandet och tar över noosfären, eller så möter han upp de sista militära styrkorna och förstör gruppmedvetandets kärna, dvs den plats där de sju kropparna som utgör gruppmedvetandet förvaras.

## Mottagande
| Mottagande      | Mottagande    |
| Samlingsbetyg   | Samlingsbetyg |
| Tjänst          | Betyg         |
| --------------- | ------------- |
| Gamerankings    | 82.76%        |
| Metacritic      | 82/100        |
| Recensionsbetyg |               |
| Publikation     | Betyg         |
| 1UP.com         | B+            |
| Eurogamer       | 8/10          |
| Gamespot        | 8.5/10        |
| Gamespy         | [ 13 ]        |
| Gametrailers    | 7.9/10        |
| IGN             | 8.2/10        |
| Videogamer.com  | 8/10          |
| Gamereactor     | 7/10          |

Än så länge har spelet blivit mottaget på ett positivt sätt. Många recensenter har berömt spelets story. Andra gav högt betyg för spelets miljöer, med vacker atmosfär och en passande design för spelets handling. Även grafiken och ljudet har fått högt betyg. Man har dock klagat på att det inte har några undertexter på engelska, samt själva spelgången som anses vara lite seg. Man har också noterat ett flertal buggar och att bara hälften av spelkartan går att spela.